# Masakatsu Sawa
Masakatsu Sawa (澤 昌克 Sawa Masakatsu?), född 12 januari 1983 i Ibaraki prefektur, är en japansk fotbollsspelare.
Sawa började sin karriär 2005 i Sporting Cristal. Efter Sporting Cristal spelade han för Coronel Bolognesi, Deportivo Municipal, CS Cienciano och Kashiwa Reysol. Med Kashiwa Reysol vann han japanska ligan 2011, japanska ligacupen 2013 och japanska cupen 2012.